# Salah Aharar
Salah Hamza Aharar (24 januari 1994) is een Nederlands voetballer van Marokkaanse afkomst die doorgaans speelt als middenvelder. 

## Carrière
Salah Aharar maakte zijn debuut voor Almere City FC in de Eerste divisie op 14 september 2012 in de met 5–2 verloren uitwedstrijd tegen SC Cambuur. In de zomer van 2014 vertrok hij naar Go Ahead Eagles, waar hij alleen in de beloften speelde. In 2016 speelde hij twee maanden bij Derde divisieclub Magreb '90, waarna hij naar het Finse Atlantis FC vertrok. Eind september 2016 kwam hij met de Nederlandse spelers Derwin Martina, Irvingly van Eijma en Ayoub Ait Afkir in opspraak vanwege verdenkingen door de voorzitter van Atlantis vanwege matchfixing. De spelers ontkenden en verlieten de club. In december bleek uit onderzoek in de Volkskrant dat de spelers onschuldig waren en de club een speelbal was van meerdere groepen matchfixers. In januari 2017 keerde hij terug bij Magreb '90. Sinds 2021 speelt hij voor AGB.

### Statistieken
| Seizoen                       | Club            | Competitie           | Competitie | Competitie | Beker | Beker | Totaal | Totaal |
| Seizoen                       | Club            | Competitie           | Wed.       | Dlp.       | Wed.  | Dlp.  | Wed.   | Dlp.   |
| ----------------------------- | --------------- | -------------------- | ---------- | ---------- | ----- | ----- | ------ | ------ |
| 2012/13                       | Almere City FC  | Eerste divisie       | 2          | 0          | 0     | 0     | 2      | 0      |
| 2013/14                       | Almere City FC  | Eerste divisie       | 0          | 0          | 0     | 0     | 0      | 0      |
| 2014/15                       | Go Ahead Eagles | Eredivisie           | 0          | 0          | 0     | 0     | 0      | 0      |
| 2015/16                       | Go Ahead Eagles | Eerste divisie       | 0          | 0          | 0     | 0     | 0      | 0      |
| 2016/17                       | Magreb '90      | Derde divisie zondag | ?          | ?          | ?     | ?     | ?      | ?      |
| 2016/17                       | Atlantis FC     | Kakkonen             | 3          | 1          | 0     | 0     | 3      | 1      |
| Carrièretotaal                | Carrièretotaal  | Carrièretotaal       | 5          | 1          | 0     | 0     | 5      | 1      |
| Bijgewerkt op 1 december 2016 |                 |                      |            |            |       |       |        |        |